# Friedrich Gabriel Muhlius
Friedrich Gabriel Muhlius (* 7. März 1702 in Schleswig; † 7. Februar 1776 in Kiel) war ein deutscher Geheimrat und Vizekanzler im herzoglichen Schleswig-Holstein-Gottorf. Muhlius gründete das Waisenhaus im Kieler Stadtteil Damperhof.

## Leben
Muhlius entstammte als zweiter Sohn der Ehe von Heinrich Muhlius und Anna Muhlius, einer Tochter von Gabriel Wedderkop. Muhlius studierte zunächst von 1720 bis 1722 das Fach Rechtswissenschaft an der Christian-Albrechts-Universität zu Kiel. Das Studium setzte Muhlius an der Friedrichs-Universität in Halle an der Saale fort und beendete es 1724 mit dem juristischen Examen. 
Muhlius begann seine Beamtenkarriere im Herzogtum Holstein-Gottorf. 1730 wurde er zunächst Polizeirat und  – nach einem Wechsel in die Justizkanzlei im Jahr 1733 – dann Vizekanzler. Im selben Jahr gründete Muhlius das herzogliche Oberkonsistorialgericht, ein Kirchengericht, dem er auch angehörte.
Der ledige Muhlius erwarb durch seine Arbeit ein stattliches Vermögen. 1769 erbte er zudem von seinem Bruder Heinrich Muhlius den Damperhof. Im März 1771 wurde Friedrich Gabriel Muhlius seinem Wunsch entsprechend von Katharina II., Kaiserin von Russland und Herzogin von Holstein-Gottorf, in den Ruhestand versetzt. Aufgrund einer Empfehlung seines Freundes Caspar von Saldern brachte Muhlius sein Vermögen testamentarisch am 14./21. Juni 1771 in die Gründung eines Waisenhauses in der Rechtsform einer Stiftung ein. Das Waisenhaus wurde posthum am 1. Juli 1781 im Damperhof eröffnet. Im Februar 1861 folgte die Schließung.
Nach seinem Tode wurde Friedrich Gabriel Muhlius am 13. Februar 1776 in einem Holzsarg in der Muhlius-Kapelle, die sich innerhalb der Bordesholmer Stiftkirche befindet, beigesetzt. Der Eintrag vom 13. Februar 1776 lautet: Wurde Sr. Excellenz der H. Geh. Rath Gabr. Fried. Muhlius, Ritter, der zu Kiel an Podagra gestorben, in seinem Erbbegräbniß mit gewöhnl. Feierlichkeit beigesetzt. Nach der Fertigstellung des Sarkophages erfolgte dann das Einbringen des Holzsarges in diesen Steinsarg.

## Auszeichnungen
- Ritter des Ordens der Heiligen Anna